# Crossogaster michaloudi
Crossogaster michaloudi är en stekelart som beskrevs av Van Noort 1994. Crossogaster michaloudi ingår i släktet Crossogaster och familjen fikonsteklar.
Artens utbredningsområde är:
- Gabon.
- Guinea.
- Elfenbenskusten.
- Uganda.

Inga underarter finns listade i Catalogue of Life.